# 216 (число)
Вижте пояснителната страница за други значения на 216.
216 (двеста и шестнадесет) е естествено, цяло число, следващо 215 и предхождащо 217.
Двеста и шестнадесет с арабски цифри се записва „216“, а с римски цифри – „CCXVI“. Числото 216 е съставено от три цифри от позиционните бройни системи – 2 (две), 1 (едно), 6 (шест).

## Общи сведения
- 216 е четно число.
- 216-ият ден от годината е 4 август.
- 216 е година от Новата ера.